# شارع طلعت حرب
شارع طلعت حرب أحد أهم وأشهر الشوارع بالقاهرة - يقع في منطقة وسط البلد ويمتد من ميدان التحرير مرورا بميدان طلعت حرب وتصل نهايته لشارع 26 يوليو.

## تاريخ

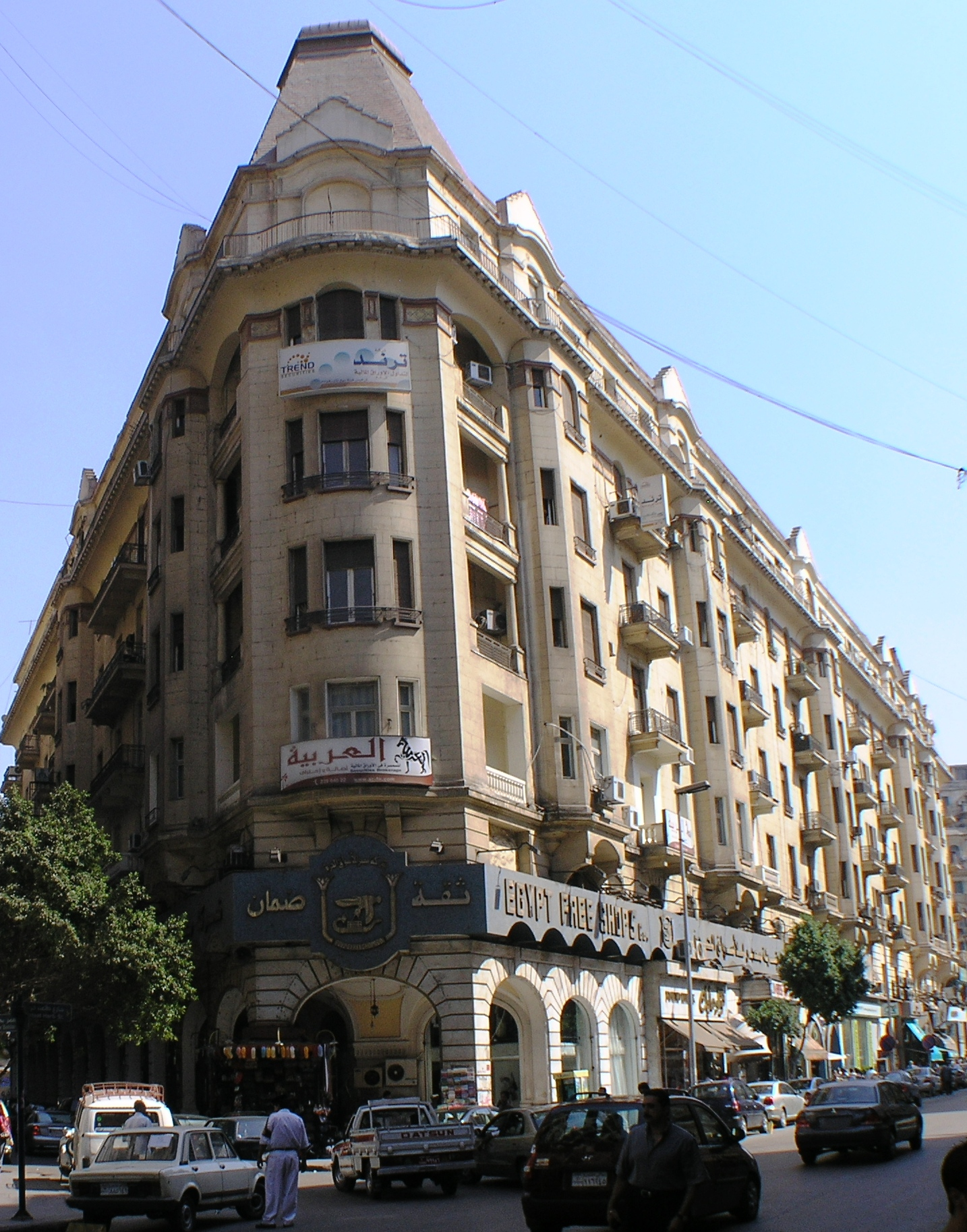

بالنسبة لتاريخ الميدان نفسه فقد كان الخديوي إسماعيل يحلم بأن يجعل القاهرة مدينة تضاهي باريس في تخطيطها ومبانيها فقام بجلب وإحضار المهندسين الإيطاليين والفرنسيين لبناء مباني وعمارات علي الطراز الأوروبي والفرنسي، وعند الانتهاء من تشييدها سمي هذا الشارع والميدان بشارع وميدان سليمان باشا نسبة الي سليمان باشا الفرنساوي مؤسس الجيش المصري أثناء عهد محمد علي تكريما له، وتم إنشاء تمثال له بوسط الميدان. واستمر هذا الاسم الي ثورة يوليو عام 1952 التي قررت التخلص من كل الرموز من العهد البائد، وقامت بنقل تمثال سليمان باشا الي المتحف الحربي بالقاهرة، ووضعت بدلا منه تمثال للاقتصادي المصري طلعت حرب، وتم تسمية الشارع والميدان باسم ميدان طلعت حرب وبقي حتي الآن.

## أهم المعالم
- ميدان طلعت حرب
- مقهى ريش
- مسرح وسينما راديو
- عمارة يعقوبيان
- الشرق للتأمين
- شركة مصر لإدارة الأصول العقارية
- عمارة الشرق للتأمين
- عمارة جروبي
- مول طلعت حرب
- سينما مترو
- سينما ميامي